# 백진주
"백진주"는 한국에서 제작된 김명제 감독의 1959년 영화이다. 최무룡 등이 주연으로 출연하였고 김경준 등이 제작에 참여하였다.

## 출연

### 주연
- 최무룡
- 주증녀
- 도금봉
- 박노식

## 기타
- 원작자: 한노단
- 조명: 함완섭
- 녹음: 조종국
- 미술: 김세라